# Kaihoka Lakes
Die Kaihoka Lakes sind zwei Seen im Tasman District auf der Südinsel von Neuseeland.

## Geographie
Die Kaihoka Lakes befinden sich zwischen dem Whanganui Inlet, rund 850 m südlich entfernt, und der Küste zur Tasmansee, rund 1 km nordwestlich entfernt. Die beiden See liegen in Ost-West-Richtung rund 80 m auseinander.
- Der westliche See besitzt eine Flächenausdehnung von 6 Hektar und eine Uferlinie von rund 1,58 km. Er dehnt sich über eine Länge von rund 555 m in Nordwest-Südost-Richtung aus und misst an seiner breitesten Stelle rund 220 m in Südwest-Nordost-Richtung.
- Der östliche See hingegen erstreckt sich über eine Fläche von rund 7,6 Hektar und verfügt mit seinen Verzweigungen über eine Uferlinie von rund 2,0 km. Die maximale Länge des Sees kommt auf 375 m in Nord-Süd-Richtung und die maximale Breite auf 270 m in Ost-West-Richtung.[1][2]

Nennenswerte Zu- bzw. Abflüsse der Seen sind nicht erkennbar.

## Wanderweg
Von der Limestone Road, die nördlich von Whanganui Inlet nach Westen und von dem östlichen See nach Südwesten führt, können die beiden See an ihrer Nordseite auf einer 10-minütigen Wandertour erwandert werden.